# Нигш, Херберт
Хе́рберт Нигш (нем. Herbert Nigsch, род. 2 декабря 1960, Фельдкирх, Форарльберг) — австрийский борец классического стиля. Участник летних Олимпийских игр 1980 и 1984 годов.

## Биография
Херберт Нигш родился 2 декабря 1960 года в австрийском городе Фельдкирх.
Выступал в соревнованиях по классической борьбе за клуб «Клаус».
В 1979 году завоевал бронзовую медаль чемпионата мира среди юниоров.
В 1977 году, выступая в весовой категории до 52 кг, занял 6-е место на чемпионате мира в Гётеборге и 5-е место на чемпионате Европы в Бурсе.
В 1980 году вошёл в состав сборной Австрии на летних Олимпийских играх в Москве. Выступал в весовой категории до 57 кг. В первом раунде был дисквалифицирован в схватке с Антонино Кальтабьяно из Италии и с 8 штрафными очками выбыл из борьбы.
В 1984 году вошёл в состав сборной Австрии на летних Олимпийских играх в Лос-Анджелесе. Выступал в весовой категории до 62 кг. В первом раунде проиграл Брахиму Локсайри из Марокко — 7:12, во втором раунде уступил Ханну Лахтинену из Финляндии — 1:2 и выбыл из борьбы.
В том же году занял 7-е место в весовой категории до 62 кг на чемпионате Европы в Йёнчёпинге.